# Кубок Испании по футболу 1978/1979
Кубок Испании по футболу 1978/1979 — 75-й розыгрыш Кубка Испании по футболу выиграла Валенсия. Этот кубок стал пятым в истории команды.
Соревнование прошло в период с 20 сентября 1978 по 30 июня 1979 года.

## Результаты матчей

### 1/4 финала
| Команда 1        | Итог | Команда 2     | 1-й матч | 2-й матч |
| ---------------- | ---- | ------------- | -------- | -------- |
| Реал Мадрид      | 2:1  | Реал Сарагоса | 2:0      | 0:1      |
| Депортиво Алавес | 0:4  | Валенсия      | 0:1      | 0:3      |
| Реал Вальядолид  | 4:2  | Осасуна       | 2:0      | 2:2      |
| Севилья          | 4:1  | Расинг        | 2:1      | 2:0      |

### 1/2 финала
| Команда 1 | Итог | Команда 2       | 1-й матч | 2-й матч |
| --------- | ---- | --------------- | -------- | -------- |
| Валенсия  | 3:2  | Реал Вальядолид | 2:0      | 1:2      |
| Севилья   | 1:2  | Реал Мадрид     | 0:0      | 1:2      |

### Финал
| 30 июня, 1979   | \| Валенсия \| 2:0 \| Реал Мадрид \| \| Кемпес 24′, 90′ \| Голы \| \| | Висенте Кальдерон, Мадрид Зрителей: 70 000 |
| Валенсия        | 2:0                                                                   | Реал Мадрид                                |
| Кемпес 24′, 90′ | Голы                                                                  |                                            |